# Mackenzie Foy
Mackenzie Christine Foy (Los Angeles, Kalifornia, 2000. november 10. –) amerikai színésznő és modell. 
Renesmee Cullen szerepében ismert az Alkonyat: Hajnalhasadás – 1. rész (2011) és az Alkonyat: Hajnalhasadás – 2. rész (2012) című filmekből.

## Élete és pályafutása
2000. november 10-én született a kaliforniai Los Angelesben. 
Modellkarrierjét négyévesen, 2004-ben kezdte, dolgozott a Garnet Hillnek, a Polo Ralph Laurennek, és a Guess Kidsnek. Nyomtatott reklámokban is szerepelt, olyan cégek kedvéért, mint a Rubbermaid, a Jones Apparel Group, a The Walt Disney Company, a Mattel, a Target Corporation, a Talbots, a Guess, vagy a Gap. Reklámokban is szerepelt, többek között olyan cégeknek, mint a Burger King, vagy a BlackBerry. 
Első színészi szerepe a Míg a halál el nem választ című televíziós sorozatban jött el, 2009-ben. Vendégszerepelt a Hawaii Five-0 és a The Haunting Hour sorozatokban is. 
Tizenegy éves korában eljött áttörő szerepe: Renesmee-t, Bella és Edward lányát alakította az Alkonyat: Hajnalhasadás – 1. rész (2011) és az Alkonyat: Hajnalhasadás – 2. rész (2012) című filmekben, utóbbiért Arany Málna díjat is kapott. 2014-ben megkapta a fiatal Murph szerepét a Csillagok között című filmben, amellyel viszont kivívta a kritikusok elismerését és több díjra jelölték. 
Animációs filmekben is kölcsönözte hangját: Ernest és Célestine (2014), The Boxcar Children (2014) és A kis herceg (2015).

## Filmográfia

### Film
| Év   | Magyar cím                        | Eredeti cím                              | Szerep                   | Magyar hang  |
| ---- | --------------------------------- | ---------------------------------------- | ------------------------ | ------------ |
| 2011 | Alkonyat: Hajnalhasadás – 1. rész | The Twilight Saga: Breaing Dawn – Part 1 | Renesmee Cullen          | Jelinek Éva  |
| 2012 | Alkonyat: Hajnalhasadás – 2. rész | The Twilight Saga: Breaing Dawn – Part 2 | Renesmee Cullen          | Jelinek Éva  |
| 2013 | Démonok között                    | The Conjuring                            | Cindy Perron             | Jelinek Éva  |
| 2013 |                                   | Wish You Well                            | Lou Cardinal             |              |
| 2014 | Ernest és Célestine               | Ernest & Celestine                       | Celestine (angol hangja) |              |
| 2014 |                                   | The Boxcar Children                      | Violet Alden (hangja)    |              |
| 2014 |                                   | Black Eyed Dog                           | Daisy                    |              |
| 2014 | Csillagok között                  | Interstellar                             | Murph fiatalon           | Koller Virág |
| 2015 | A kis herceg                      | The Little Prince                        | kislány (hangja)         | Vida Sára    |
| 2018 | A diótörő és a négy birodalom     | The Nutcracker and the Four Realms       | Clara Stahlbaum          | Koller Virág |
| 2020 | Fekete szépség                    | Black Beauty                             | Jo Green                 |              |

### Televízió
| Év   | Magyar cím                                 | Eredeti cím                   | Szerep                  | Megjegyzések                                |
| ---- | ------------------------------------------ | ----------------------------- | ----------------------- | ------------------------------------------- |
| 2009 | Míg a halál el nem választ                 | Til Death                     | kislány                 | 1 epizód                                    |
| 2010 | FlashForward – A jövő emlékei              | FlashForward                  | Kate Erskine            | 1 epizód                                    |
| 2010 | Hawaii Five-0                              | Hawaii Five-0                 | Lily Wilson             | 1 epizód                                    |
| 2012 |                                            | R.L. Stine's Haunting Hour    | Natalie / Georgia Lomin | 2 epizód                                    |
| 2014 |                                            | The Cookie Mobster            | Sally                   | tévéfilm                                    |
| 2014 | Jesse Stone – A bostoni hasfelmetsző esete | Jesse Stone: Lost in Paradise | Jenny O'Neill           | - tévéfilm - magyar hangja: - Hermann Lilla |

## Díjak és jelölések
| Év   | Díj                          | Kategória                          | Jelölt mű                         | Eredmény |
| ---- | ---------------------------- | ---------------------------------- | --------------------------------- | -------- |
| 2013 | Arany Málna díj              | Legrosszabb filmes páros           | Alkonyat: Hajnalhasadás – 2. rész | Elnyerte |
| 2013 | Arany Málna díj              | Legrosszabb szereplőgárda          | Alkonyat: Hajnalhasadás – 2. rész | Elnyerte |
| 2013 | Young Artist Award           | Legjobb fiatal női mellékszereplő  | Alkonyat: Hajnalhasadás – 2. rész | Jelölve  |
| 2014 | Critics’ Choice Movie Awards | Legjobb fiatal színész             | Csillagok között                  | Jelölve  |
| 2015 | Szaturnusz-díj               | Legjobb fiatal színész             | Csillagok között                  | Elnyerte |
| 2015 | Teen Choice Awards           | Legjobb színésznő (sci-fi/fantasy) | Csillagok között                  | Jelölve  |
| 2015 | Young Artist Award           | Legjobb fiatal női mellékszereplő  | Csillagok között                  | Jelölve  |

## Fordítás
- Ez a szócikk részben vagy egészben  a   Mackenzie Foy című angol Wikipédia-szócikk fordításán alapul.  Az eredeti cikk szerkesztőit annak laptörténete sorolja fel. Ez a jelzés csupán a megfogalmazás eredetét és a szerzői jogokat jelzi, nem szolgál a cikkben szereplő információk forrásmegjelöléseként.